# Christine Koller (Autorin, 1925)
Christine Koller (* 22. September 1925 in Hannover; † 16. Mai 1978 in Berlin) war eine deutsche Schriftstellerin, Übersetzerin und Dramaturgin. Sie schrieb vor allem Hörspiele für den Rundfunk, veröffentlichte aber auch Gedichte, Erzählungen und Übersetzungen. Ferner engagierte sie sich journalistisch in der Lesben- und Schwulenbewegung.

## Leben und Werk
Die Tochter eines Schauspielers, Bühnenautors und Theaterdirektors und einer Pianistin  legte 1944 an der Augustaschule in Berlin ihr Abitur ab. In ihrer Kindheit machte sie schon erste Erfahrungen als Bühnenschauspielerin. Sie wurde zur Dramaturgin für Theater und Film ausgebildet und studierte auch noch drei Semester Philosophie an der Humboldt-Universität.
Zunächst war Koller als Dramaturgin für die Filmgesellschaften Mosaik und Jupiter tätig. 1948 wechselte sie zum RIAS in die Literaturabteilung. Dort arbeitete sie bis 1976 als freie, aber ständige Mitarbeiterin im Lektorat und als Hörspielautorin. Sie war freie Schriftstellerin, Übersetzerin, Rezensentin und auch für das Fernsehen tätig. Von 1964 bis 1967 leitete sie Autorenseminare in der kirchlichen Erziehungskammer für Berlin der evangelischen Kirche. Bei einem Unfall erlitt Koller 1976 einen Rückenwirbelbruch, an dessen Folgen sie 1978 starb.
Neben Ingeborg Drewitz, Joachim Cadenbach, Johannes Hendrich und Jens Rehn war Koller Mitglied der in den frühen 1950er-Jahren gebildeten „gruppe der zwölf“, einer Literaturgruppe junger West-Berliner Autoren. Neben ihren Hörspielarbeiten für den Rundfunk veröffentlichte sie Gedichte und Erzählungen in Anthologien und im Augenblick. Zeitschrift für Tendenz und Experiment. Sie übersetzte vor allem aus dem Englischen und veröffentlichte unter anderem in der im S. Fischer Verlag erschienenen US-amerikanischen Zeitschrift Perspektiven.
Koller gehörte zu den wenigen lesbischen Frauen ihrer Zeit, die sich in homosexuellen Zusammenschlüssen organisierten. So nahm sie 1970 an einem Treffen der Internationalen Homophilen Weltorganisation teil. Sie schrieb für die Schwulenzeitschrift him und gründete die Lesbenzeitung Unsere kleine Zeitung. Außerdem war sie Redakteurin der partnerin.

## Werke

### Einzelveröffentlichungen
- Spiele für Stimmen. Ein Werkbuch. Jugenddienst-Verl., Wuppertal-Barmen 1966.
- Vom Handwerk des Schreibens oder Die Arche Noah, und wie sie gebaut wird. Jugenddienst-Verl., Wuppertal 1966.
- In den Wind. Mit sechs Originalgraphiken von Henning H. Beck. Eremiten-Presse, Stierstadt im Taunus 1967.
- Gespräche mit Busstag. 9 Tiergeschichten u. Neues von Noah. Lutherisches Verlagshaus, Hamburg 1979, ISBN 3-7859-0456-8.

### Übersetzungen
- Der Feuervogel. Märchen aus dem alten Russland. Steingrüben Verl., Stuttgart 1960.
- Jerry Allen: Joseph Conrad, die Jahre zur See. Hammer, Wuppertal-Barmen 1969.
- Denis Duperly: Mimikry. Roman. Merlin-Verlag, Hamburg 1972, ISBN 3-87536-027-3.
- William Carlos Williams: endlos und unzerstörbar. Amerikanisch und deutsch. H. Heiderhoff, Walbrunn 1983, ISBN 978-3-921640-54-8.

### Herausgeberschaft
- mit Heinz Raisin: Tage des Gerichts. Erzählungen und Szenen. Melanchthon-Verlag, Berlin 1966.

### Hörspiele und Hörspielbearbeitungen
- Liane
- Die Dschungelkantate
- Wem die Stunde schlägt (nach Hemingway)
- Kreuzfahrer ohne Kreuz (nach A. Koestler)
- Der kleine Prinz (nach Exupery)
- Bin oder die Reise nach Peking (nach Frisch)
- Mischka, das Niemandskind (nach Penzoldt)
- Der große Kamerad (nach Fournier)
- Der Esel mit der Samthose (nach Bosco)
- Orpheus
- Ich werde mein Jahrhundert nicht überleben (nach O. Wilde)
- In Sachen Oscar Wilde